# یواس‌اس همر (دی‌دی-۷۱۸)
یواس‌اس همر (دی‌دی-۷۱۸) (به انگلیسی: USS Hamner (DD-718)) یک کشتی بود که طول آن 390&nbsp;ft 6&nbsp;in (119&nbsp;m) (overall) بود. این کشتی در سال ۱۹۴۵ ساخته شد.